# Massimilla Doni
Massimilla Doni è un romanzo di Honoré de Balzac, pubblicato per la prima volta nel 1837 negli Studi filosofici della Commedia umana, insieme ai romanzi Gambara, I proscritti e Séraphîta. Il capitolo 3 vedrà la luce nel 1839, nella rivista La France musicale, col sottotitolo di "Una rappresentazione del Mosè in Egitto di Rossini a Venezia", con un preambolo sull'importanza di Stendhal nella conoscenza di Rossini in Francia.
Il testo completo è pubblicato da Souverain nell'agosto 1839, preceduto da Una figlia d'Eva.

## Contesto
George Sand, alla quale Balzac aveva parlato appassionatamente del Mosè di Rossini, dopo la rappresentazione del 22 agosto 1834, aveva consigliato allo scrittore di mettere per iscritto la sua esperienza, nonostante lui avesse dichiarato che ciò andava oltre le sue possibilità. Ripensa a questa suggestione quando, nell'ottobre 1836, l'editore Maurice Schlesinger gli chiede un romanzo musicale per la Revue et gazette musicale de Paris. Balzac firma un accordo in cui si impegna a consegnare il romanzo a partire dall'8 gennaio 1837, sotto il titolo di Gambara o la Voce umana, ispirandosi per il protagonista al suo segretario, Auguste de Belloy. Balzac chiede tuttavia del tempo aggiuntivo, poiché perseguiva due idee su diverse opere: da una parte il Roberto il diavolo di Giacomo Meyerbeer e Il barbiere di Siviglia di Rossini con ambientazione Parigi e dall'altra lo sfondo veneziano. Questi lavori portano a due romanzi molto elaborati: Gambara, pubblicato sulla Revue et gazette musicale de Paris in cinque libretti dal 23 luglio al 20 agosto 1837, e Massimilla Doni, che apparirà solo nel 1839, in seguito a Una figlia d'Eva.
Per scrivere la sua interpretazione del Mosè, Balzac studia musica e si fa aiutare dal musicista di origine bavarese Jacques Strunz (1783-1852) che esegue e riproduce i diversi momenti di quest'opera. D'altronde, è indirizzata a Jacques Strunz la dedica di Balzac all'inizio del romanzo. Lo scrittore consegna la prima copia inedita del libro a George Sand quando soggiorna da lei, tra il 24 febbraio il 2 marzo 1838.
Massimilla Doni risulta un vero inno d'amore alla musica di Rossini, così come alla città di Venezia, al modo di vivere italiano e all'elegante semplicità degli aristocratici italiani, i quali si recano all'opera non per esibirsi ma per ascoltare entusiasmati la musica. In ogni loggia della Fenice, le grandi dame ricevono senza cerimonie, esprimono i loro sentimenti spontaneamente e versano lacrime d'emozione. Dall'altro lato, gli uomini infatuati dalla musica si recano al Caffè Florian dopo lo spettacolo e sviscerano, per tutta la notte se ce n'è bisogno, ogni momento dello spettacolo, ogni frase musicale, ogni nota. Un francese riceve la duchessa di Cataneo Massimilla Doni nella sua loggia e, senza alcuna pretesa e in completa amicizia, riceve una degna lezione sull'arte lirica.
A Balzac furono necessari due anni per perfezionare questo breve ma importante testo della Commedia umana.

## Riassunto
Emilio Memmi, recentemente divenuto principe di Varese ed ereditiere di un palazzo, è disperatamente innamorato della deliziosa Massimilla Doni, moglie del duca di Cataneo, vecchio debosciato che s'invaghisce della cantatrice Clara Tinti. Anche Emilio è amato dalla duchessa Massimilla, ma il loro amore è solo delicatezza e resta platonico. Per un terribile malinteso, Emilio si ritrova in presenza della Tinti nel suo palazzo. Siccome aveva solo avuto dei rapporti casti col suo grande amore Massimilla, il giovane è deliziato dal fascino della voluttuosa Tinti ed è imbarazzato. Intanto Massimilla è in compagnia del medico francese che l'ha iniziata ai misteri della musica e che, a sua volta, aiuta Emilio ad accettare l'idea che amore carnale e amore puro si conciliano ammirevolmente.

## Tematiche
L'amore è il filo conduttore ad un testo esclusivamente incentrato sulla musica e l'arte lirica, la descrizione del mondo dei melomani, dell'atmosfera veneziana e il ritratto di una donna virtuosa, Massimilla.

## Adattamenti
Il compositore svizzero Othmar Schoeck trasse da Massimila Doni un'opera in quattro atti e sei scene, rappresentata il 22 marzo 1937 al Teatro dell'Opera di Dresda.